# Inline-Speedskating-Europameisterschaften 2023
Die Inline-Speedskating-Europameisterschaften fanden vom 16. bis 23. Juli 2023 im französischen Valence-d'Agen statt.
Die erfolgreichsten Teilnehmer waren Marine Dupuy mit vier Goldmedaillen bei den Frauen und Timothy Loubineaud mit drei Goldmedaillen bei den Herren.

## Frauen
| Distanz              | Gold                                                                    | Silber                                                        | Bronze                                                                   |
| Bahn                 | Bahn                                                                    | Bahn                                                          | Bahn                                                                     |
| -------------------- | ----------------------------------------------------------------------- | ------------------------------------------------------------- | ------------------------------------------------------------------------ |
| 200 m Einzelsprint   | Mathilde Pedronno                                                       | Asja Varani                                                   | Loubna Benkanoun                                                         |
| 500 m Sprint         | Luisa Gonzalez                                                          | Asja Varani                                                   | Manon Fraboulet                                                          |
| 1000 m Sprint        | Marie Dupuy                                                             | Manon Fraboulet                                               | Luisa Gonzalez                                                           |
| 10000 m Punkte-Auss. | Alison Bernardi                                                         | Josie Hofmann                                                 | Marine Lefeuvre                                                          |
| 10000 m Ausscheidung | Marine Lefeuvre                                                         | Alison Bernardi                                               | Marie Dupuy                                                              |
| 3000 m Staffel       | FrankreichMarine Lefeuvre Marie Dupuy Mathilde Pedronno Manon Fraboulet | ItalienAsja Varani Veronica Luciano Linda Rossi Melissa Gatti | DeutschlandLarissa Gaisser Laethisia Schimek Angelina Otto Josie Hofmann |
| Straße               |                                                                         |                                                               |                                                                          |
| 100 m Einzelsprint   | Mathilde Pedronno                                                       | Maelle Laune                                                  | Almudena Blanco                                                          |
| 1 Runde Sprint       | Manon Fraboulet                                                         | Luisa Gonzalez                                                | Ruth Arza                                                                |
| 10000 m Punkte       | Marine Lefeuvre                                                         | Alicia Delhommais                                             | Edda Paluzzi                                                             |
| 15000 m Ausscheidung | Marie Dupuy                                                             | Marine Lefeuvre                                               | AlisonBernardi                                                           |
| Langstrecke          |                                                                         |                                                               |                                                                          |
| 42195 m Marathon     | Marie Dupuy                                                             | Sara Arre Gui                                                 | Marine Lefeuvre                                                          |

## Männer
| Distanz              | Gold                                                           | Silber                                                                      | Bronze                                                   |
| Bahn                 | Bahn                                                           | Bahn                                                                        | Bahn                                                     |
| -------------------- | -------------------------------------------------------------- | --------------------------------------------------------------------------- | -------------------------------------------------------- |
| 200 m Einzelsprint   | Duccio Marsili                                                 | Yvan Sivilier                                                               | Simon Albrecht                                           |
| 500 m Sprint         | Elton De Souza                                                 | Yvan Sivilier                                                               | Duccio Marsili                                           |
| 1000 m Sprint        | Timothy Loubineaud                                             | Duccio Marsili                                                              | Jason Suttels                                            |
| 10000 m Punkte-Auss. | Timothy Loubineaud                                             | Jason Suttels                                                               | Nolan Beddiaf                                            |
| 10000 m Ausscheidung | Timothy Loubineaud                                             | Nolan Beddiaf                                                               | Giuseppe Bramante                                        |
| 3000 m Staffel       | FrankreichElton De Souza Hugo Morin Viktor Aerts Nolan Beddiaf | ItalienDuccio Marsili Giuseppe Bramante Vincenzo Maiorca Alessio Clementoni | SpanienGonzalo Ferraz Nil Llop David Morell Manuel Taibo |
| Straße               |                                                                |                                                                             |                                                          |
| 100 m Einzelsprint   | Alessio Piergigli                                              | Vincenzo Maiorca                                                            | Ron Pucklitzsch                                          |
| 1 Runde Sprint       | Duccio Marsili                                                 | Yvan Sivilier                                                               | Nil Llop                                                 |
| 10000 m Punkte       | Martin Ferrié                                                  | Marco Lira                                                                  | Timothy Loubineaud                                       |
| 15000 m Ausscheidung | Martin Ferrié                                                  | Nolan Beddiaf                                                               | Jason Suttels                                            |
| Langstrecke          |                                                                |                                                                             |                                                          |
| 42195 m Marathon     | Jason Suttels                                                  | Timothy Loubineaud                                                          | Raphael Sylvain                                          |

## Medaillenspiegel
| Platz | Land        | Gold | Silber | Bronze | Gesamt |
| ----- | ----------- | ---- | ------ | ------ | ------ |
| 1.    | Frankreich  | 17   | 11     | 9      | 37     |
| 2.    | Italien     | 3    | 6      | 3      | 12     |
| 3.    | Spanien     | 1    | 2      | 5      | 8      |
| 4.    | Belgien     | 1    | 1      | 2      | 4      |
| 5.    | Deutschland | 0    | 1      | 3      | 4      |
| 6.    | Portugal    | 0    | 1      | 0      | 1      |